# Inversión lógica
La inversión lógica es una de las operaciones que la lógica clásica tradicional admitía como operación lógica válida. Consiste en cambiar el sujeto por su contradictorio como inferencia a partir del juicio original.
La lógica moderna al tratar los juicios aristotélicos como funciones proposicionales cambia notablemente el sentido lógico de estas operaciones, por lo que hoy día estas propiedades no tienen en realidad apenas importancia lógica, aunque sí pueden ayudar al dominio lógico del lenguaje.
La inversión permite por ejemplo una inferencia admitida por la lógica tradicional como:
Todos los hombres son mortales {\displaystyle \rightarrow } Algunos no-hombres son inmortales
Lo que ciertamente no es una transformación válida y no es admisible considerarlas como proposiones lógicamente equivalentes, pues no tenemos conocimiento alguno acerca de la existencia de no-hombres.
En problemática de la lógica aristotélica se trata del problema que la lógica de términos ofrece con los juicios negativos respecto al compromiso existencial a no considerar la posibilidad de un concepto vacío y que justifica la interpretación de esta lógica como lógica de clases.
Un ejemplo que muestra esta incongruencia se muestra en la siguiente demostración de la existencia de seres que son inmortales, a través de las operaciones lógicas de la conversión, obversión e inversión.
Partiendo del juicio, TODOS LOS HOMBRES SON MORTALES, entendido como relación de términos, y aplicando las operaciones descritas, podríamos construir el siguiente argumento:
- Todos los hombres son mortales {\displaystyle \rightarrow } por obversión se transforma en:

- Ningún hombre es no-mortal {\displaystyle \rightarrow } por conversión se transforma en:

- Ningún no-mortal es hombre {\displaystyle \rightarrow } por obversión se transforma en:

- Todo no-mortal es no hombre {\displaystyle \rightarrow } y convertida por accidente se transforma en la definida precisamente por inversión:

- Algún no-hombre es no-mortal {\displaystyle \rightarrow } lo que implica la existencia de seres (no hombres) no-mortales es decir inmortales.